# 板球統計用語
板球運動使用大量統計，以作為球員之個人記錄。通常對抗賽、單日國際賽、頂級賽的成績會作分開的記錄，而目前也有二十-20等新形式賽事的統計記錄。

## 通用統計
- 出賽(Matches，M)：出賽場數。
- 接殺(Catches，Ct)：守場員接殺次數。
- 擊殺(Stumpings，St)：守門員擊殺次數。

## 打擊統計
- 局數(Innings，I)：擊球員有實際出場擊球之局數。
- 不死打擊 （Not Out/NO/30*）：擊球員有出場打擊而未出局之次數。沒有出場打擊（例: 勝負已分）不會被記錄在內。
- 得分：得到的分數/職業生涯在單日賽/對抗賽/20輪單日賽累積分數。
- 最高得分 （Highest Score/HS）：單場最佳分數
- 打擊率（Average）：每場得分，但如果某人三場內，兩場都有不死打擊，打擊率是那一場被殺掉的分數。（Total Score/(Matches-Number of Not Out Matches)）
- 百分大關：單局得一百分或以上次數。
- 半百大關：單局得五十分，但低於一百分次數。
- 擊球數：包含廢球和壞球在內，面對投球之總球數。
- 攻擊率：（(得分*100)/擊球數）每擊一百球之得分。
- 四分打：彈跳越過界繩的打擊
- 六分打：直接飛出界繩的“全壘打”
- 得分率（Run Rate/RR）:每擊球手每輪得分

## 投球統計
- 輪數(Overs，O)：投球員投出之輪數（每六球稱一輪，不含歪球及廢球）。
- 球數(Balls，B)：投球員投出之球數。
- 清白輪(Maiden Overs，M)：投球員無失分之輪數。
- 失分(Runs，R)：丟失的分數。
- 奪出局(Wickets，W)：奪下出局的次數。
- 五分局(5WI):單場內五奪出局場數
- 十分局(10WI):單場內十奪出局場數 (對抗賽專用，兩局總和，即投手可以在對抗賽在兩局都得到五分局，在單日賽幾乎等於完美比賽，因為零失分比賽不會出現。）
- 最佳局分數（Best bowling innings）：單日賽也指最佳賽。以“奪出局-失分”表示 （例 3-55，即3個擊球手出局-失55分）
- 節分率 （Economy）：每輪平均失分
- 迎擊率（Bowling Average）：投手需要失投多少球（歪球及廢球等也計算在內）才能奪出局。越少越好。

## 統計圖表
- 大蜘蛛圖：擊球手在比賽中擊出的球的行進軌跡示意圖
- 大車輪圖：擊球手擊出而得分的球，在球場各區塊的分布示意圖
- 好朋友圖：每一組擊球和跑者配合而得到分數的分布橫條圖
- 毛毛蟲圖：一個擊球局當中，每一輪的得分折線圖，會同時標明出局時間
- 曼哈頓圖：一個擊球局當中，每一輪的得分長條圖，會同時標明出局時間